# Do Detectives Think?
Do Detectives Think? é um filme de curta-metragem de comédia mudo produzido nos Estados Unidos e lançado em 1927.